# Yo (app)
Yo es una aplicación móvil social para iOS, Android y anteriormente también para Windows Phone . Inicialmente, la única función de la aplicación era enviar a los amigos del usuario la palabra "yo" como una notificación de texto y audio, pero desde entonces se actualizó para permitir a los usuarios adjuntar enlaces y ubicaciones a su "Yo".

## Historia
Yo fue creado por el desarrollador israelí Or Arbel en ocho horas a instancias de Moshe Hogeg, CEO de Mobli, quien le pidió a Arbel que diseñara una aplicación de un solo botón para enviar una notificación a su asistente o esposa. Fue lanzado el Día de los Inocentes de 2014 para Android e iOS, aunque inicialmente fue rechazado por Apple por ser demasiado simple. Al principio, la aplicación solo se compartió con los empleados de Mobli; sin embargo, 20 000 personas usaban la aplicación durante el primer mes después del lanzamiento. La aplicación se compartió en Product Huntsite, a través del cual explotó en popularidad. Después del interés generalizado de los inversores, la aplicación recibió una inversión de $ 1 millón, incluso del propio Hogeg.
En julio de 2014, la aplicación también se lanzó para Windows Phone. La aplicación se valoró entre $ 5 y $ 10 millones en el mismo mes y recibió $ 1.5 millones adicionales en fondos.
En 2016 cerró la empresa Yo . Arbel y otros empleados pasaron a otros trabajos, y Arbel describió que la aplicación se ejecutaba en "piloto automático". Arbel abrió una cuenta de Patreon para continuar financiando el mantenimiento de la aplicación en 2018.

## Recursos
La aplicación permite a los usuarios enviar notificaciones individuales a otros usuarios simplemente conteniendo la palabra "Yo". Los usuarios también pueden enviar su ubicación. Eres una opción para el servicio IFTTT.
La aplicación tiene una API, que permite a los desarrolladores y marcas enviar un yo -yo a grupos de usuarios, como cuando la Copa del Mundo enviaba un yo-yo cada vez que se marcaba un gol. FedEx creó un servicio utilizando la aplicación a través del cual los usuarios podían recibir un Yo cuando se entregaba su paquete.